# Епархия Истмины-Тадо

Герб епархии Истмины-Тадо

Епархия Истмины-Тадо (лат. Dioecesis Istminana-Taduana) — епархия Римско-Католической церкви с центром в городе Истмина, Колумбия. Епархия Истмины-Тадо входит в митрополию Санта-Фе-де-Антиокии. Кафедральным собором епархии Истмины-Тадо является церковь святого Павла. В городе Тадо находится сокафедральный собор святого Иосифа.

## История
14 ноября 1952 года Римский папа Пий XII выпустил буллу «Cum Usu Quotidiano», которой учредил апостольский викариат Истмины, выделив его из апостольской префектуры Чоко.
30 апреля 1990 года Римский папа Иоанн Павел II выпустил буллу «Quamvis nonnullis», которой преобразовал апостольский викариат Истмины в епархию Истмины-Тадо. В этот же день епархия Истмины-Тадо вошла в митрополию Санта-Фе-де-Антиокии.

## Ординарии епархии
- епископ Gustavo Posada Peláez M.X.Y. (24.03.1953 — 5.05.1993);
- епископ Alonso Llano Ruiz (5.05.1993 — 5.06.2010);
- епископ Julio Hernando García Peláez (5.06.2010 — по настоящее время).

## Источник
- Annuario Pontificio, Libreria Editrice Vaticana, Città del Vaticano, 2003, ISBN 88-209-7422-3
- Булла Cum usu cotidiano, AAS 45 (1953), стр. 217
- Булла Quamvis nonnullis  (лат.)